# Omán en los Juegos Olímpicos de París 2024
Omán estuvo representado en los Juegos Olímpicos de París 2024 por cuatro deportistas, tres hombres y una mujer, que compitieron en tres deportes.
Los portadores de la bandera en la ceremonia de apertura fueron los atletas Ali Anwar Al-Balushi y Mazun Al-Alawi. El equipo olímpico omaní no obtuvo ninguna medalla en estos Juegos.